# 基督教卡巴拉
基督教卡巴拉（英語：Christian Kabbalah）是興起於文藝復興時代的神祕學科，源自當時基督教學者開始對猶太秘教卡巴拉（英語：Kabbalah，字面意思是「傳承」、「接收」或「接受」）產生興趣，並且他們還根據基督教神學對其進行了解釋、予以結合而出現的修行法門。英文語境中，通常音譯為（亦稱之），用以區別Kabbalah（猶太派別的卡巴拉）或Qabalah（赫密斯卡巴拉）。換言之，Cabbala是指基督教卡巴拉；Kabbalah是指猶太卡巴拉；Qabalah就是赫密斯卡巴拉。因為英文語境中，基督教為：Christianity，第一個字母是C，所以拼寫為：Cabbala，以作為這是基督教卡巴拉法脈。

## 基督教神祕主義與卡巴拉

### 正宗猶太教卡巴拉
卡巴拉原本出自猶太秘教的修持法門，主要是用來解釋造物主和宇宙之間的關係。正宗猶太教卡巴拉是一門口耳相傳的秘密教授，不帶魔法、巫術、冥想、塔羅牌、占星術……這些色彩，可以說正宗猶太卡巴拉內容與道家天人合一觀類似。

## 歷史背景
基督教卡巴拉的興起是受到一種比當今基督教神秘主義更神秘地解釋基督教層面欲望的影響，也就是說文藝復興時代的基督教學者們尋找深奧與古老智慧來印證基督教的真理，於是援引了猶太秘教卡巴拉。在鄂圖曼土耳其帝國蘇丹穆罕默德二世在位期間，希臘新柏拉圖主義從君士坦丁堡傳入歐洲。之後新柏拉圖主義便在信仰基督教的歐洲地區開始盛行，並自十三世紀始在西班牙被翻譯成希臘文本與希伯來文本後，隨即納入了經院哲學體系中。然而，文藝復興時代這趨勢無非是個相對短暫現象，到1750年便宣告結束。
基督教學者從“一個明確基督教角度，將耶穌基督、祂的救贖，以及祂的復活與十個質點聯繫起來（a distinctly Christian perspective, linking Jesus Christ, His atonement, and His resurrection to the Ten Sefirot）”以解釋卡巴拉思想－上面三個質點對應三位一體的位格，而其他七個質點是“對應下層或人世（to the lower or earthly world）”。又或者，他們“會將Keter視為創造者（或聖靈）、Chokhmah視為聖父，然後Binah－視為聖母－馬利亞（would make Kether the Creator (or the Spirit), Hokhmah the Father, and Binah – the supernal mother – Mary）”，這讓她／祂“和上帝同在神聖層級，這是東正教會一直拒絕做的事（on a divine level with God, something the orthodox churches have always refused to do）”。基督教卡巴拉主義者力求將卡巴拉轉變為“一種教條式武器，以反抗猶太人逼迫他們改宗－由拉蒙·柳利首開先例（a dogmatic weapon to turn back against the Jews to compel their conversion – starting with Ramon Llull）”，儘管柳利本人不是卡巴拉主義者，也不精通卡巴拉，但哈維·J·哈姆斯（Harvey J. Hames）還是稱他“第一位承認並欣賞卡巴拉作為皈依工具的基督徒（the first Christian to acknowledge and appreciate kabbalah as a tool of conversion）”。後來基督教卡巴拉體系主要奠基於皮科·德拉·米蘭多拉、約翰內斯·羅伊希林和保羅·里奇奧（Paolo Riccio）三人。
十八世紀後，卡巴拉與歐洲神秘主義融合，其中一些體系還具有宗教基礎；但那時專精基督教卡巴拉流派已滅絕。近幾十年來，有人嘗試去復興這派別，特別是將《約翰福音》前兩章的新柏拉圖主義部分作為其依據，但卻還沒有獲得主流基督教接納。

## 中世紀先驅

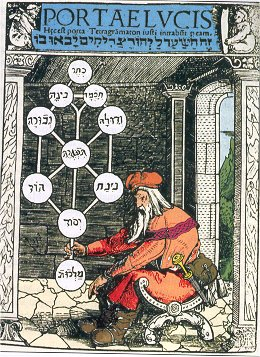
《光之門》（Sha'are Orah）書中所附插圖

### 雷蒙·呂爾
方濟各會修士拉蒙·柳利（約1232年～1316年，法語中的異體譯作雷蒙·呂爾〔Raymond Lulle〕）是“第一位承認並欣賞卡巴拉作為皈依工具的基督徒（the first Christian to acknowledge and appreciate kabbalah as a tool of conversion）”，儘管他本身“不是卡巴拉主義者，也不精通任何特定的卡巴拉修法（not a Kabbalist, nor was he versed in any particular Kabbalistic approach）”。他閱讀關於重新詮釋的卡巴拉純粹是為了於宣教上和猶太教士進行神學辯論，對於文藝復興後期開始，學術方面受猶太教影響與他相關的可能性不大。

### 西班牙籍改宗猶太人
最早講述基督教卡巴拉的人是出自十三世紀後期到1492年遭西班牙驅逐的西班牙籍改宗猶太人（conversos，從猶太教改宗基督教的猶太人）當中一些人士。其中包括布爾戈斯的艾伯納（Abner of Burgos）和巴勃羅·德·埃雷迪亞（Pablo de Heredia）。埃雷迪亞的《奧秘書信》（Epistle of Secrets）是“被公認為基督教卡巴拉第一部著作（the first recognizable work of Christian Kabbalah）”，並被彼得罗·加拉蒂诺（Pietro Galatino）所引用，而亚撒纳修斯·基彻（或譯為阿塔纳斯·珂雪）也受彼得罗·加拉蒂诺影響。然而，埃雷迪亞的卡巴拉引用包含來自虛假不實的卡巴拉主義著作，還有即使出自真實卡巴拉主義文獻，當中卻引用到已被扭曲或間有捏造成分的內容。

## 基督教卡巴拉主義者

### 皮科·德拉·米蘭多拉
最早將卡巴拉秘傳知識推廣到猶太人圈子外的人是喬瓦尼·皮科·德拉·米蘭多拉（或稱為：若望·皮科·德拉·米蘭多拉），他是弗羅倫薩學院馬爾西利奧·費奇諾的學生。皮科·德拉·米蘭多拉是綜攝世界觀的基督教卡巴拉主義者，其務求將柏拉圖主義、新柏拉圖主義、亞里斯多德主義、赫耳墨斯主義，以及卡巴拉共冶一炉。
米蘭多拉有關卡巴拉的著作被亞撒納修斯·基徹給做了進一步發揮，此人身兼耶穌會神父、赫耳墨斯主義者和博學家三重身分；1652年，基徹在《埃及的俄狄浦斯》（Oedipus Aegyptiacus）一書中就為這主題寫了一篇文章。

### 約翰內斯·羅伊希林

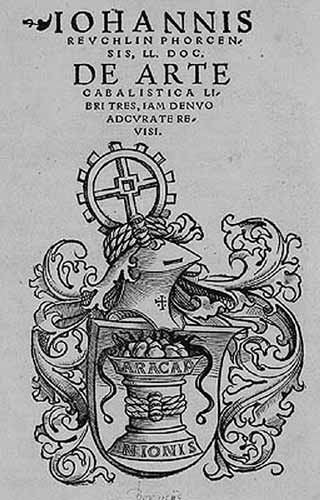
羅伊希林著作《論卡巴拉藝術三卷，修訂版》（De arte cabalistica libri tres, iam denua adcurate revisi）封面標題，1530年。

約翰內斯·羅伊希林（1455年～1522年）乃天主教人文主義者，是“皮科重要的追隨者（Pico's most important follower）”。他研修卡巴拉典籍主要來源是梅纳海姆·雷卡纳蒂（Menahem Recanati，《律法書評論》〔Commentary on the Torah〕、《每日祈禱評論》〔Commentary on the Daily Prayers〕）和约瑟夫·吉卡蒂拉（Joseph Gikatilla，《光之門》〔Sha'are Orah〕、《坚果园》〔Ginnat 'Egoz〕）二人著作。羅伊希林認為人類歷史可以分為三個時期：一個是自然時期，上帝將自己彰顯為全能者（Shaddai，שדי），再來是律法／妥拉時期上帝則“通過四字神名（יהוה，Tetragrammaton）向摩西昭示自己（revealed Himself to Moses through the four-lettered name of the Tetragrammaton）”，最後是被基督教稱為“救贖（the redemption）”的基督教精神統治世界時期。有人認為，與這時期有關的五字神名是四字神名額外增加一個字母shin（ש）的修改版。
五字神名就是Yahshuah（יהשוה意為‘耶穌〔Jesus〕’），英文語境也稱之為Pentagrammaton。這乃是基督教神學家將基督教聖子名號轉讀成如猶太教上帝不發音名號一樣的嘗試。這可從羅伊希林論及卡巴拉兩本書中的第一本──《论奥妙的言语》（De verbo mirifico，另譯：《施行神迹之道》、《美妙词汇》、《創造奇蹟的詞》）：“談到了〔…〕耶穌名號源自四字神名（speaks of the […] name of Jesus derived from the tetragrammaton）”，當中找到論據。至於他第二本著作《論卡巴拉藝術》（De arte cabalistica），則是“對各種卡巴拉問題有更加廣泛和明智的探索（a broader, more informed excursion into various kabbalistic concerns）”。

### 弗朗切斯科·乔吉

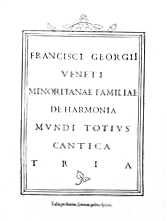
弗朗切斯科·乔吉（Francesco Giorgi）著作《論世界和諧》（De harmonia mundi）首頁。

弗朗切斯科·乔吉（Francesco Giorgi，1467年～1540年），為威尼斯方濟各會修士並“被他同時代的人與現代學者認為是十六世紀基督教卡巴拉中心人物（has been considered a central figure in sixteenth-century Christian Kabbalah both by his contemporaries and by modern scholars）”。根據朱利奥·布西（Giulio Busi）說法，他是僅次於奠基人喬瓦尼·皮科·德拉·米蘭多拉後，另一位極重要的基督教卡巴拉主義者。喬吉著作《論世界和諧》（De harmonia mundi），是一本“大部頭與奇妙的書籍，皆為赫耳墨斯主義、柏拉圖主義、卡巴拉主義，以及關於蘋丘的（Pinchian）內容（a massive and curious book, all Hermetic, Platonic, Cabalistic, and Pinchian）”。

### 保羅·里奇奧
保羅·里奇奧（Paolo Riccio，1506年～1541年）主要貢獻在“將零散基督教卡巴拉教義統一為前後一貫的中心體系（unified the scattered dogmas of the Christian Cabala into an internally consistent system）”，里奇奧是建立在皮科和羅伊希林的學術成就基礎上再添加其“透過卡巴拉主義和基督教典據的原創綜論（to them through an original synthesis of kabbalistic and Christian sources）”。

### 巴尔塔萨尔·沃尔瑟
巴尔塔萨尔·沃尔瑟（Balthasar Walther，1558年～在1630年前），為西里西亞醫生。1598年～1599年，沃尔瑟前往聖地朝聖時，向采法特和其他地方教團（當中也包括艾薩克·盧里亞〔Isaac Luria〕的追隨者）學習卡巴拉與猶太教神秘主義深奧難懂的教理。然而，他並未遵循猶太教正宗教義，而是另闢蹊徑運用其學識對基督教神學深入鑽研。儘管他聲稱在這趟旅程度過六年，但他似乎只進行幾次短期旅行而已。沃爾瑟本人尚無撰寫任何重要的基督教卡巴拉著作，但卻藏有豐富的魔法與卡巴拉主義作品手稿集。他對基督教卡巴拉歷史意義在於：其思想和學說對德意志（基督教）神智學家雅各·波墨著作產生了深遠的影響，尤其是波墨的《論靈魂四十答疑》（Vierzig Fragen von der Seelen Urstand；英譯：Forty Questions on the Soul，約1621年）一書足见一斑。

### 亚撒纳修斯·基彻
亚撒纳修斯·基彻，十七世紀出身德意志的耶穌會神父、學者和博學家。他於1652年就卡巴拉這主題進行大量寫作，並在其著作《埃及的俄狄甫斯》又融入如俄耳甫斯教和埃及神話等等更多不同宗教元素。由基彻改編的生命樹可證明他綜攝世界觀的理念。而基徹版的生命樹也一直被西方卡巴拉主義者所沿用。

### 托马斯·布朗爵士
托马斯·布朗爵士為醫生兼哲學家，被公認是十七世紀英國卡巴拉學者之一。布朗諳希伯來語，藏有弗朗切斯科·乔吉極具影響力的基督教卡巴拉著作──《論世界和諧》（De harmonia mundi totius，1525年）副本，並在其論文《居魯士花園》（The Garden of Cyrus）和百科全书式的著作《世俗謬論》（Pseudodoxia Epidemica）中談到卡巴拉；而《世俗謬論》此書還被希伯來學者兼卡巴拉推廣人──克里斯蒂安·克諾爾·馮·羅森羅斯（Christian Knorr von Rosenroth）翻譯成德文。

### 克里斯蒂安·克诺尔·冯·罗森罗斯

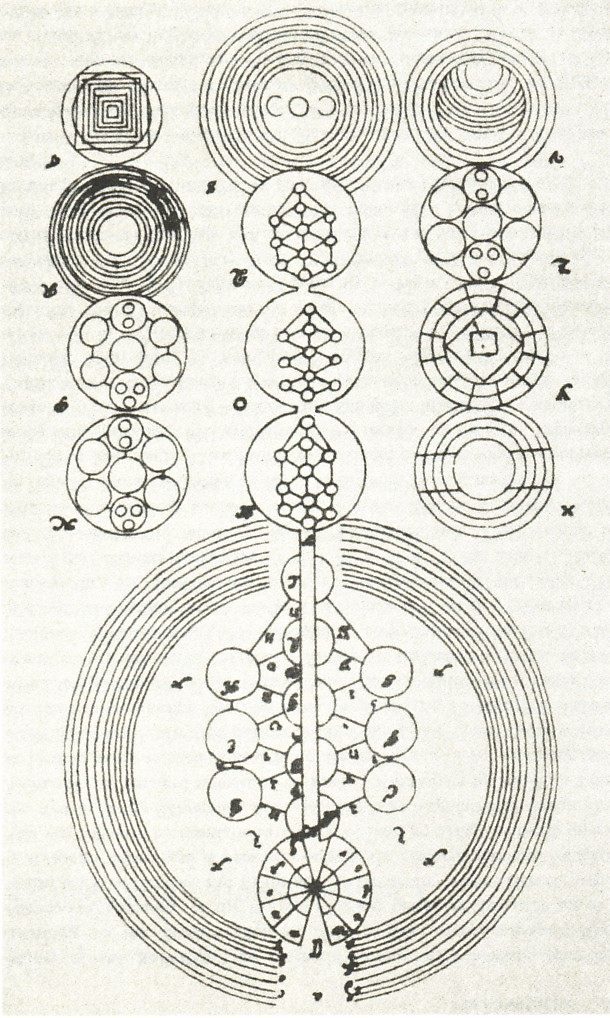
卡巴拉質點圖解，出自克诺尔·冯·罗森罗斯（Knorr von Rosenroth）著作《揭露卡巴拉》（Kabbala Denudata）。

克里斯蒂安·克诺尔·冯·罗森罗斯（1636年～1689年），作為卡巴拉主義文獻譯者、註解者和編者而聞名西方；其所出版兩卷《揭露卡巴拉》（Kabbala denudata，英譯：Kabbalah Unveiled，1677年～78年），“直到十九世紀中葉此書幾乎完全代表基督教歐洲的正宗（猶太教）卡巴拉（which virtually alone represented authentic (Jewish) kabbalah to Christian Europe until the mid-nineteenth century）”教義。《揭露卡巴拉》還包含《光輝之書》（Zohar）部分章節的拉丁翻譯、摩西·科多沃羅（Moses Cordovero）的《石榴园》（Pardes Rimmonim）、亞伯拉罕·科恩·德·埃雷拉（Abraham Cohen de Herrera）的《天堂之门》（Sha’ar ha-Shamayim）和《主的殿堂》（Beit Elohim），以及《輪迴之書》（Sefer ha-Gilgulim，或譯：《轉世之書》，被認定是盧里亞學派卡巴拉拉比海因·維塔爾〔Hayyim Vital〕所著）這些著作，並且附帶有克諾爾·馮·羅森羅斯與亨利·摩爾對這些典籍的相關評論；一些後來《揭露卡巴拉》版本還收錄了F·M·范·海爾蒙特（F. M. van Helmont）的《基督教卡巴拉總結》（Adumbratio Kabbalæ Christianæ）一書。

### 约翰·肯珀
約翰·肯珀（Johan Kemper，1670年～1716年），於1697年到1716年在烏普薩拉大學擔任希伯來語教師。他很可能是伊曼紐·史威登堡的希伯來語導師。
肯珀原名克拉科夫的摩西·本·亚伦（Moses ben Aaron of Cracow），是從猶太教改宗基督新教信義宗的猶太人。他在烏普薩拉期間，一共寫了三卷探討《光輝之書》的著作，其名為《摩西法杖》（Matteh Mosche，英譯：The Staff of Moses）。此書中，他試圖闡明《光輝之書》包含基督教中三位一體的教義。
這信念也促使他將《馬太福音》直譯成希伯來文，並對其撰寫了卡巴拉主義觀點的評論。

### 腳註
1. ↑  請注意：conversos這字彙是專指西班牙改宗的猶太人。
2. ↑  請注意：Pinchian指的是Pincian Hill，義大利語：。這個山丘得名自古羅馬蘋契（Pincii）家族，此處有許多重要的建築物，因此《論世界和諧》中Pinchian應屬於收錄關於建築學方面的知識。

### 引用
1. ↑  KABBALAH? CABALA? QABALAH? 的存檔，存档日期25 October 2016. from Jewish kabbalaonline.org
2. ↑  Walter Martin, Jill Martin Rische, Kurt van Gorden: The Kingdom of the Occult. Nashville: Thomas Nelson 2008, p. 147f, accessed on 28 March 2013.
3. ↑  Rachel Pollack: The Kabbalah Tree: A Journey of Balance & Growth. First edition, second printing 2004. St. Paul, MN: Llewellyn Publications 2004, p. 50, accessed on 28 March 2013. []
4. 1 2  Don Karr: The Study of Christian Cabala in English （页面存档备份，存于） (pdf), p. 1, accessed on 28 March 2013.
5. ↑  Walter Martin, Jill Martin Rische, Kurt van Gorden: The Kingdom of the Occult. Nashville: Thomas Nelson 2008, p. 150, accessed on 28 March 2013.
6. ↑  Don Karr: The Study of Christian Cabala in English （页面存档备份，存于） (pdf), p. 2f, accessed on 28 March 2013.
7. ↑  Christian Cabala 的存檔，存档日期22 July 2016., accessed on 15 February 2013.
8. ↑  Don Karr: The Study of Christian Cabala in English （页面存档备份，存于） (pdf), p. 6, accessed on 28 March 2013.
9. 1 2  Don Karr: The Study of Christian Cabala in English （页面存档备份，存于） (pdf), p. 16, accessed on 28 March 2013.
10. 1 2  Walter Martin, Jill Martin Rische, Kurt van Gorden: The Kingdom of the Occult. Nashville: Thomas Nelson 2008, p. 149, accessed on 28 March 2013.
11. ↑  Don Karr: The Study of Christian Cabala in English （页面存档备份，存于） (pdf), p. 17, accessed on 28 March 2013.
12. ↑  Don Karr: The Study of Christian Cabala in English （页面存档备份，存于） (pdf), p. 19, accessed on 28 March 2013.
13. ↑  Don Karr: The Study of Christian Cabala in English （页面存档备份，存于） (pdf), p. 23, accessed on 28 March 2013.
14. ↑  Leigh T.I. Penman, A Second Christian Rosencreuz? Jakob Böhme’s Disciple Balthasar Walther (1558-c.1630) and the Kabbalah. With a Bibliography of Walther’s Printed Works. In: Western Esotericism. Selected Papers Read at the Symposium on Western Esotericism held at Åbo, Finland, on 15–17 August 2007. (Scripta instituti donneriani Aboensis, XX). T. Ahlbäck, ed. Åbo, Finland: Donner Institute, 2008: 154-172. Available online at: （页面存档备份，存于）
15. ↑  Schmidt, Edward W. The Last Renaissance Man: Athanasius Kircher, SJ. Company: The World of Jesuits and Their Friends. 19(2), Winter 2001–2002
16. ↑  Rachel Pollack: The Kabbalah Tree: A Journey of Balance & Growth. First edition, second printing 2004. St. Paul, MN: Llewellyn Publications 2004, p. 49, accessed on 28 March 2013.
17. ↑  Beitchman, Philip. . SUNY Press. 1998  [2022-05-03]. ISBN 9780791437384. （原始内容存档于2022-05-15）. p.339-40
18. ↑  p.339-40 Barbour, Reid. . Oxford University Press. 2013  [2022-05-03]. ISBN 9780199679881. （原始内容存档于2022-05-20）.
19. ↑  Don Karr: The Study of Christian Cabala in English （页面存档备份，存于） (pdf), p. 43, accessed on 28 March 2013.
20. ↑  Messianism in the Christian Kabbala of Johann Kemper. In: The Journal of Scriptural Reasoning Volume 1, No. 1—August 2001.
21. ↑  Schoeps, Hans-Joachim, trans. Dole, George F., Barocke Juden, Christen, Judenchristen, Bern: Francke Verlag, 1965, pp. 60-67.
22. ↑  See Elliot R. Wolfson's study available at .   [2007-06-18]. （原始内容存档于2007-08-25）..